# ルミャンツェフ＝パスケーヴィチ宮殿

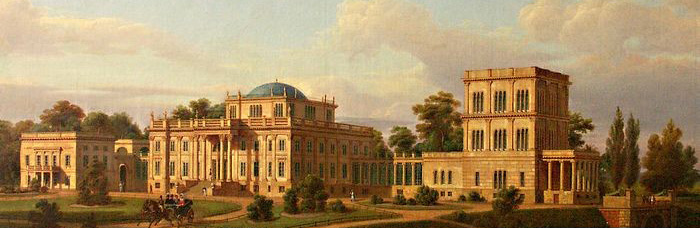
イワン・パスケーヴィチ時代の宮殿（マルチン・ザレスキー）

ルミャンツェフ＝パスケーヴィチ宮殿とは、ベラルーシのホメリ（ゴメリ）にある宮殿である。宮殿の敷地はソジ川右岸の急斜面に沿って、800mほど広がっている。ベラルーシの20,000ルーブル紙幣には、ルミャンツェフ＝パスケーヴィチ宮殿が描かれている。
1777年から1796年にかけて、ロシア帝国の陸軍元帥ピョートル・ルミャンツェフのために2階建ての屋敷が建設され、建築家イワン・スタロフに由来する新古典主義建築が採用された。屋敷は廃墟となっていた城を建て替えたもので、これはルミャンツェフの前にホメリを領有していたミハウ・フリデリク・チャルトリスキの居城である。1796年にピョートル・ルミャンツェフが没した後、屋敷は息子のニコライ（1754年 - 1826年）によって少しずつ改築されていく。
ニコライの兄弟のセルゲイが屋敷を相続するが、セルゲイはホメリの家政にまったく興味を持たず、1834年に邸宅を帝室に売却した。ホメリの所有者が陸軍元帥であるイワン・パスケーヴィチに変わった後、パスケーヴィチによってルミャンツェフ家が所有していた邸宅と公園が大幅に改装される。改装には建築家のAdam Idźkowskiが携わり、既存の建物に4階建ての塔と3階建てのウィングが追加された。

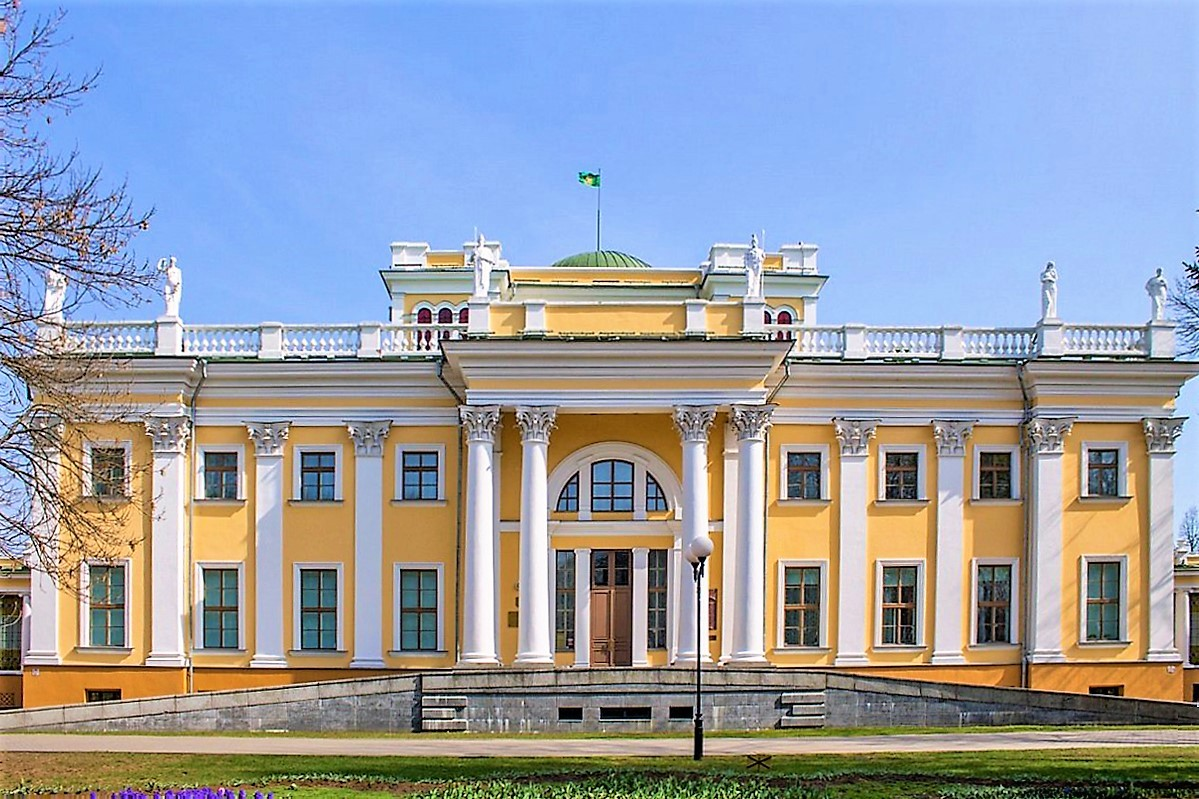
宮殿の正門

ロシア革命の後、パスケーヴィチ家の宮殿は国有化されて博物館となり、イワン・パスケーヴィチの義理の娘のイリーナは宮殿から大衆的なアパートに移らなければならなかった。ロシア内戦と第二次世界大戦で、宮殿は大きな被害を被る。1990年代末まで、宮殿と周辺の公園は歴史博物館、およびピオネール宮殿として使用されていた。
宮殿の中央の部分は広く平らなドームを備えた四角形のベルヴェデーレに覆われている。6列からなるコリント式のポルチコは広いイギリス式庭園に面しており、メインのポルチコは高いプラットフォームに置かれ、4つのコリント式の円柱に支えられている。宮殿の内装には新古典主義様式が用いられているが、これは1990年代末に実施された修復事業で施されたものである。
宮殿内の公園にはニコライ・ルミャンツェフの像が置かれている。ほかにエウリピデス、ヴィーナス、アテナ、アレス、バッカス、ニンフの像が置かれているが、これらは2006年に設置された複製品であり、オリジナルの大理石の像は失われている。パスケーヴィチ家の芸術作品のコレクションにはイワン・クラムスコイ、マルチン・ザレスキー、ヤヌアルィ・スホドルスキらの絵画と、アントニオ・カノーヴァによるルミャンツェフの大理石の胸像も含まれている。

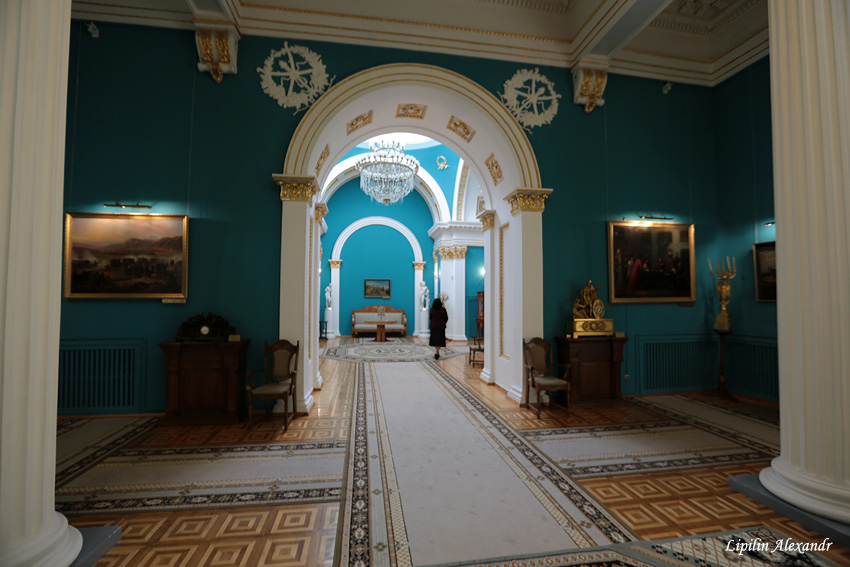
宮殿の内装。帝政様式が用いられている

また、かつてルミャンツェフ＝パスケーヴィチ宮殿にはベルテル・トルバルセンが制作したユゼフ・ポニャトフスキの騎馬像が置かれていたが、これは1842年に遠征に参加したイワン・パスケーヴィチがワルシャワから戦利品として持ち帰ったものである。20世紀のポーランド・ソビエト戦争において、騎馬像はポーランドによって解体されてワルシャワに輸送されるが、1940年代に騎馬像はドイツによって破壊された。現在はワルシャワの大統領官邸（ラジヴィウ宮殿）の前に騎馬像の複製が置かれている。
ほか宮殿の敷地内には、パスケーヴィチと彼の家族の墓が建てられている教会、パスケーヴィチ家の製糖工場を改装した冬季の庭園、数棟の別館、露土戦争 (1828年-1829年)でパスケーヴィチの兵士が鹵獲した大砲一式がある。公園で最も目立つランドマークは新古典主義建築の聖ピョートル・聖パウロ聖堂である。1809年に建築家のジョン・クラークに聖堂の建築が依頼されたが、1824年になってようやく完成した。